# Àngel de Monteverde

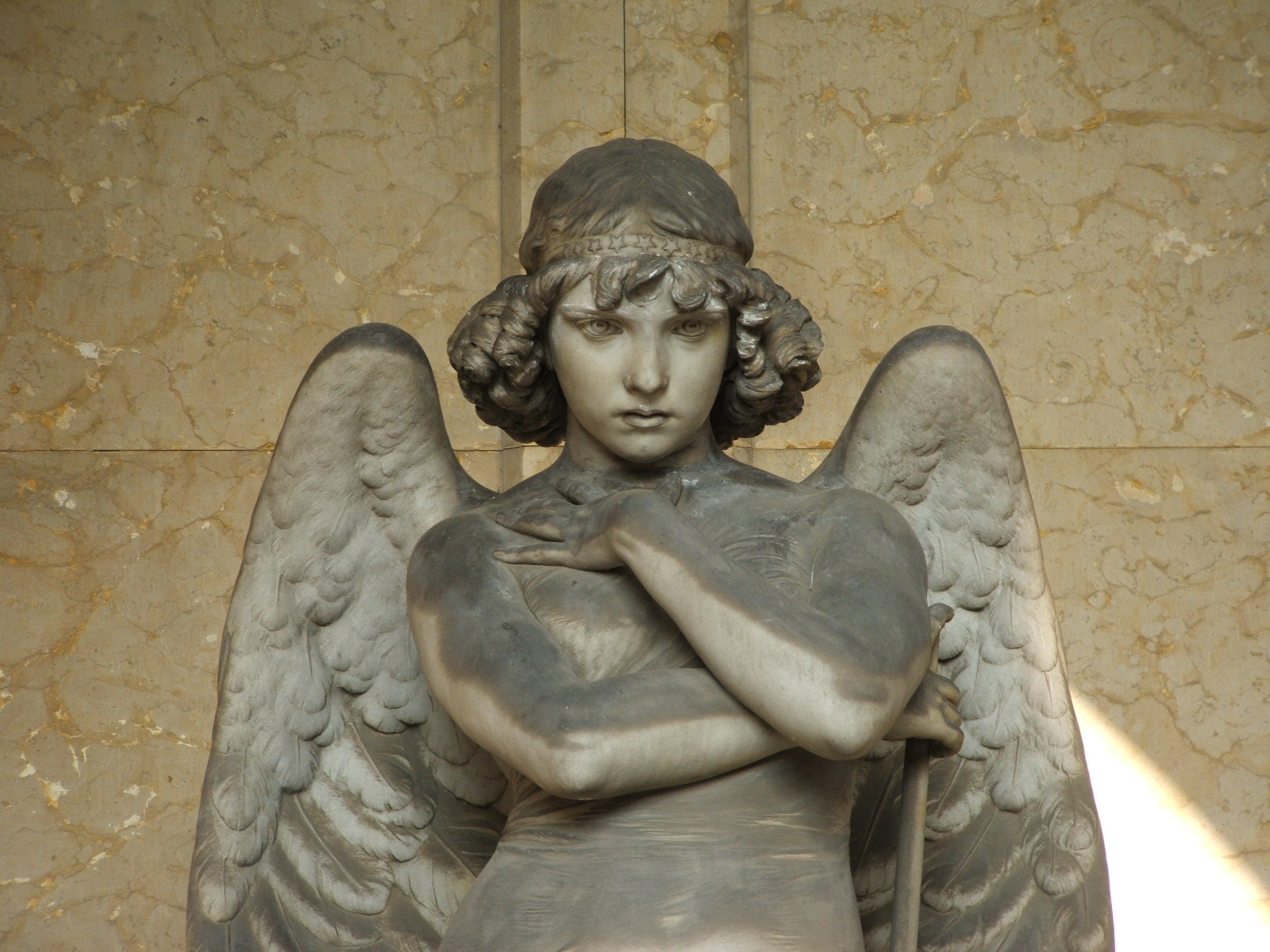
Detall de l'àngel de Monteverde

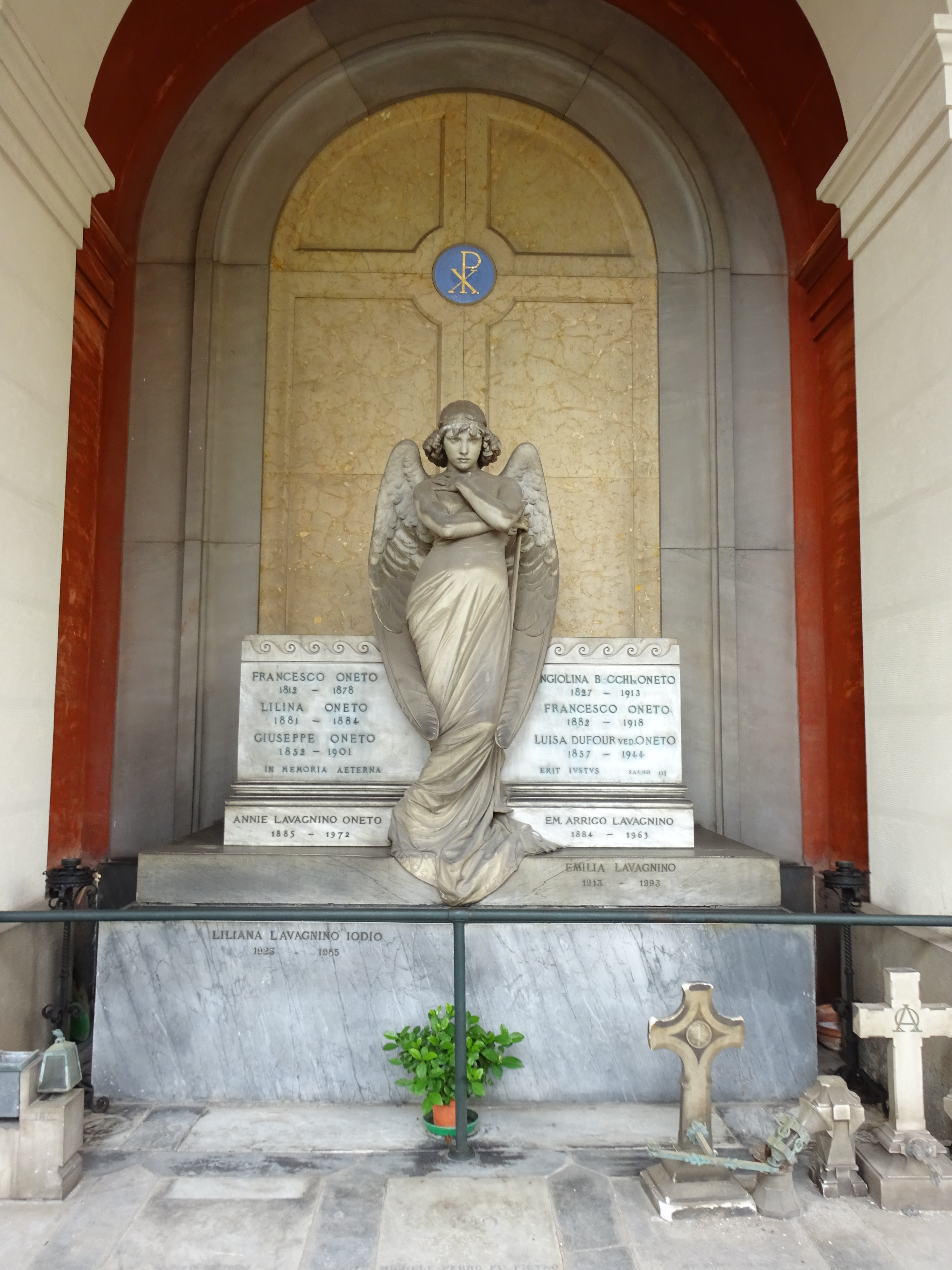
Tomba Oneto. Conjunt

L'Àngel de Monteverde o Àngel de la Resurrecció és una escultura que representa un àngel i que es troba al Cementiri monumental de Staglieno de Gènova. És una de les obres més populars de l'escultor italià Giulio Monteverde i decora la tomba de la familia Oneto, realitzada l'any 1882. Aquesta tomba es troba a la porxada superior del cementiri, prop del Panteó, i es deu a la iniciativa del banquer Francesco Oneto,
Es tracta d'una escultura realitzada en marbre blanc. L'àngel és representat dempeus, però lleugerament recolzat en la tomba. A un costat hi té, apartada, la trompeta que hauria de sonar per anunciar el Judici Final. La gran força expressiva d'aquesta figura resideix en el seu aspecte misteriós i en la seva ambigüitat, en tots els sentits. Tan pel seu acusat aspecte andrògin, com per la seva expressió freda combinada amb una mirada fixa i penetrant, les pupil·les dilatades, i fins i tot pel seu gest, que no és el propi d'un àngel protector si no que més aviat suggereix temor o esglai davant la mort. Totes aquestes característiques permeten considerar aquesta obra com una peça molt representativa del simbolisme.
La popularitat d'aquesta obra es fa patent en les nombroses rèpliques i imitacions que ha generat.
Altres obres de Giulio Monteverde al cementiri de Staglieno son la tomba Pratolongo (1868) i la tomba de la familia Celle (1893)